# جوردن إدواردز
جوردن إدواردز (بالإنجليزية: Jordan Edwards)‏ هو لاعب كرة قدم بريطاني في مركز الوسط، ولد في 26 أكتوبر 1999 في ريدنغ في المملكة المتحدة. لعب مع سويندون تاون.

## وصلات خارجية
- جوردن إدواردز على موقع قاعدة بيانات كرة القدم.إي يو (الإنجليزية)
- جوردن إدواردز على موقع Soccerway.com (الإنجليزية)